# Tetraloniella snizeki
Tetraloniella snizeki là một loài Hymenoptera trong họ Apidae. Loài này được Tkalcu mô tả khoa học năm 2003.